# USS PGM-5
USS PGM-2 – kanonierka typu PGM-1, która służyła w amerykańskiej marynarce podczas II wojny światowej. Stępka pod okręt została położona 14 maja 1942 roku przez Wilmington Boat Works, Inc. w Wilmington w Kalifornii. Jednostkę zwodowano 2 listopada. Pierwotnie był to ścigacz okrętów podwodnych typu SC-497 i został wprowadzony do służby 15 czerwca 1943 roku jako USS SC-1056. 10 grudnia 1943 roku okręt przebudowano na kanonierkę typu PGM-1 i zmieniono jego nazwę na USS PGM-5. Po wojnie został sprzedany i przekazany do Foreign Liquidations Commission w Subic Bay na Filipinach, 20 maja 1947 roku. Jego dokładny los jest nieznany.